# Ben Pearson
Benjamin David (Ben) Pearson (Oldham, 4 januari 1995) is een Engels voetballer die bij voorkeur als centrale middenvelder speelt. Hij staat onder contract bij Manchester United, waar hij doorstroomde vanuit de eigen jeugdopleiding.

## Clubcarrière
Op negenjarige leeftijd sloot Pearson zich aan in de jeugdacademie van Manchester United. Op 8 januari 2015 werd hij uitgeleend aan Barnsley. Twee dagen later maakte de centrale middenvelder zijn debuut tegen Yeovil Town. Hij speelde de volledige wedstrijd. Op 31 januari 2015 maakte hij zijn eerste competitietreffer tegen Port Vale. Hij kwam tot een totaal van 22 competitieduels voor The Tykes.

## Interlandcarrière
Pearson kwam reeds uit voor diverse Engelse nationale jeugdelftallen. Hij maakte twee doelpunten in acht interlands voor Engeland –19. In 2014 debuteerde hij voor Engeland –20.